# Stenbränntjärnen
Stenbränntjärnen är en sjö i Falu kommun i Dalarna och ingår i Dalälvens huvudavrinningsområde.